# Gunnar A. Wahlmark

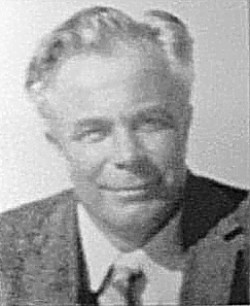
Gunnar Wahlmark.

Gunnar Axel Oskar Wahlmark, född 17 december 1905 i Rockford, Illinois,, död 1992 i Grand Detour, Illinois, var en amerikansk maskiningenjör och uppfinnare.

## Biografi
Gunnar A. Wahlmark var född i USA men återvände till Sverige med sin familj 1906 där han fick sin skolgång och tog studentexamen vid 18 års ålder. 1922 flyttade han tillbaka till USA tillsammans med sin bror Harald (Harold). Hans föräldrar, Oskar och Sara Wahlmark, kom tillbaka till USA 1925. 
Gunnar Wahlmark stod som uppfinnare till totalt 78 patent som är registrerade hos USPTO under åren 1933–1986 inom området mekaniska och hydraulmekaniska konstruktioner, bland annat den första hydrostatiska transmissionen för fordon som han provade ut på sin privata bil, en konstruktion som dock främst kom att användas för mindre traktorer och entreprenadmaskiner. Gunnar Wahlmarks äldsta patent är från september 1933, patent nr. 1927426 och det senaste från november 1986 med patent nr. 4624175. Wahlmarks patent, USPTO nr. 2956845 från 1960, lade grunden till företaget Volvo Hydraulik AB som grundades som ett dotterbolag 1983 till Volvo Flygmotor AB (Volvo Aero).
Gunnar Wahlmark anställdes som konstruktör 1925 på företaget Sundstrand Machine Tool Co. i Rockford, grundat av bland andra David Sundstrand, ingenjör och uppfinnare, född i Sverige 1880, död i USA 1930. Företaget konstruerade och tillverkade verktygsmaskiner, där Wahlmark tidigt kom att ägna sig åt konstruktion av hydrauliska komponenter för företagets verktygsmaskiner. Wahlmark kom att utses som ansvarig för uppstartning av de olika divisioner inom Sundstrand Machine Tool Co. som skulle komma att utvecklas till ett av de ledande företagen i världen på hydrostatiska transmissioner. Wahlmark låg bakom merparten av de patent som lade grunden till i tidsordning Sundstrand Hydraulic Division (1934), Sundstrand Aviation Division (1945) och Sundstrand Hydraulic-Transmission Division (1961). Han lämnade Sundstrand Machine Tool Co. en kort period för att 1930 ta en anställning på Borg Warner Co. i USA där han konstruerade en pump för direktinsprutade förbränningsmotorer men återvände till Sundstrand efter ett år. 1931 konstruerade han en pump till Sauers verktygsmaskiner som också kom att användas i stor skala för villabrännare i centralvärmesystem i USA när man övergick från uppvärmning med kol till olja. 
I samband med andra världskriget konstruerade Wahlmark komponenter för USA:s flygvapen som runt krigsslutet 1945 resulterade i bildandet av avdelningen Sundstrand Aviation Division. 1931 konstruerade han en hydraulenhet som styrde flygmaskinernas kulsprutor på bombplan. Han konstruerade också bland flera andra delkomponenter en hydrostatisk transmission som drev den växelströmsgenerator som levererade el-strömmen till de ställmotorer till vingklaffar som planet manövrerades med. Hydraulpumpen i detta fall drevs av flygplansmotorernas extra kraftuttag som varierade kraftigt i varvtal. Hydraulenheten omvandlade det varierande varvtalet från flygplansmotorns kraftuttag till ett konstant utgående varvtal för hydraulmotorn som drev generatorerna. De första enheterna installerades 1946 på bombplanet Convair B36.
Genom ett antal samgåenden med andra hydraulik- och verkstadsföretag från mitten av 1900-talet, grundades företaget Sauer-Sundstrand 1989 och omkring år 2000 genom ett samarbete med Danfoss hydraulikdivision grundades Sauer-Danfoss, ett företag som intar en framträdande position på området hydraulik och system för främst mobila maskinapplikationer, i konkurrens med främst Bosch Rexroth, Parker Hannifin och Eaton Hydraulics..
Han lämnade Sundstrand 1950 för att arbeta i egen regi som konsulterande ingenjör och kom i början på 1960-talet att samarbeta med Volvo Flygmotor (senare Volvo Areo) i Trollhättan, som 1983 grundade Volvo Hydraulik AB som ett dotterbolag till Volvo Flygmotor AB. Samarbetet var föranlett av att Volvo hade gjort en förfrågan att få utnyttja Wahlmarks patent från 1960 på den sfäriskt utformade kolven med kolvringar till hydrauliska axialkolvpumpar, USPTO nr. 2956845, i applikationen hydraulmotorer med fast deplacement av typen "bent-axis". Utvecklingen under 1970- och 1980-talen av nya konstruktioner för axialkolvmotorer och pumpar inom Volvo Hydraulik AB baserade på Wahlmarks patent från 1960, kom att utgöra en viktig grund för fusioneringen 1992 mellan Volvo Hydraulik och hydraulventiltillverkaren Monsun-Tison AB som grundade företaget VOAC Hydraulics AB. 1996 såldes VOAC till Parker Hannifin.
Han var gift med Karen Helene Karlsen. Han ägde ett fritidshus i Sverige och tillbringade alltid några veckor i Sverige varje år under sommaren. 

## Bildgalleri Wahlmark, konstruktioner inom området hydrostatiska transmissioner i urval

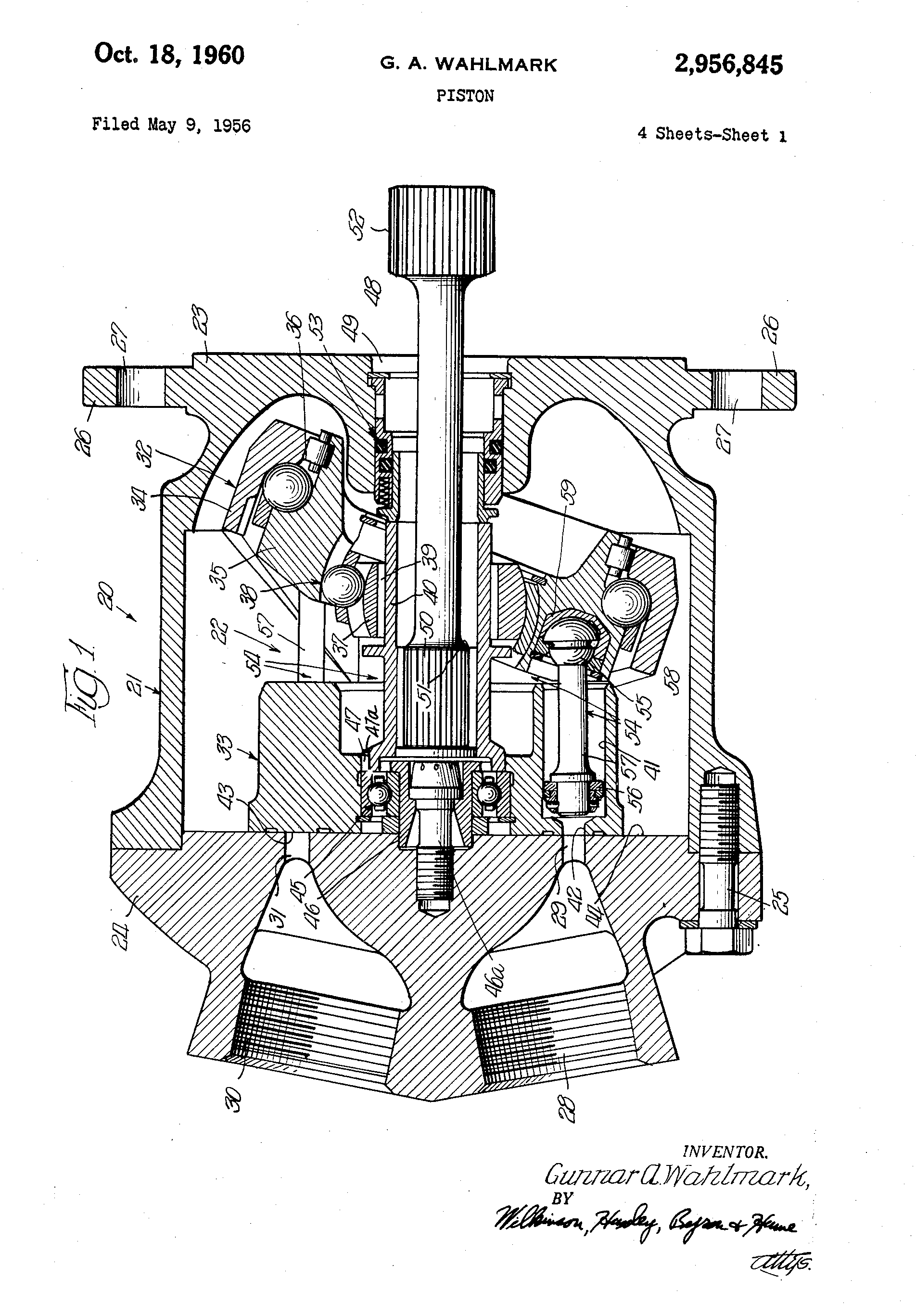
Axialkolvpump av "swashplate"-typ med sfäriskt utformade kolvar med kolvring. USPTO patent nr. 2956845 från 1960. (exempelritning från patentdokumentation).
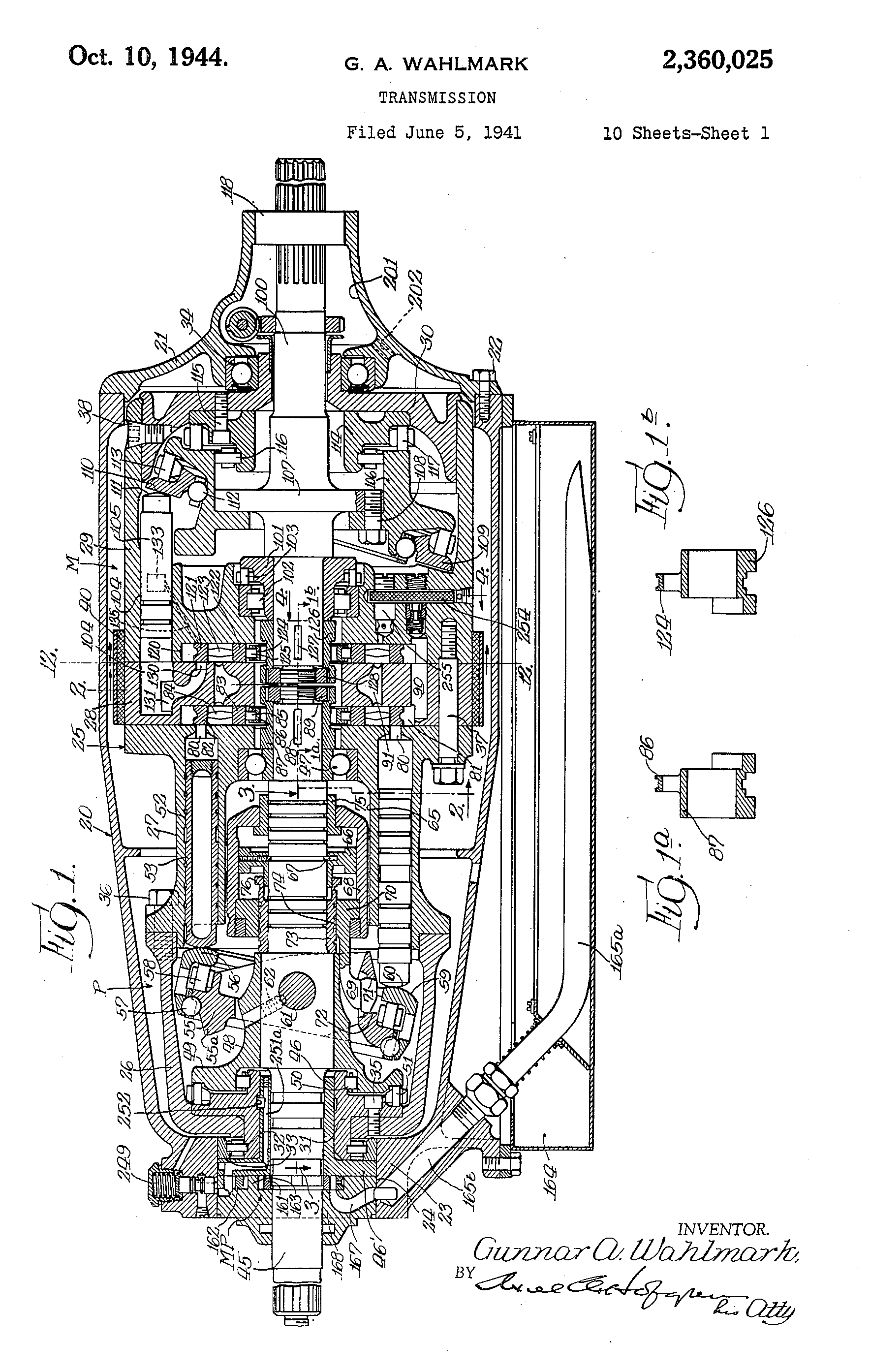
Hydrostatisk transmission med variabel pump och motor ihopbyggda "back-to- back" med steglös utväxling för fordon. USPTO patent nr. 2360025 från 1944. (exempelritning från patentdokumentation).
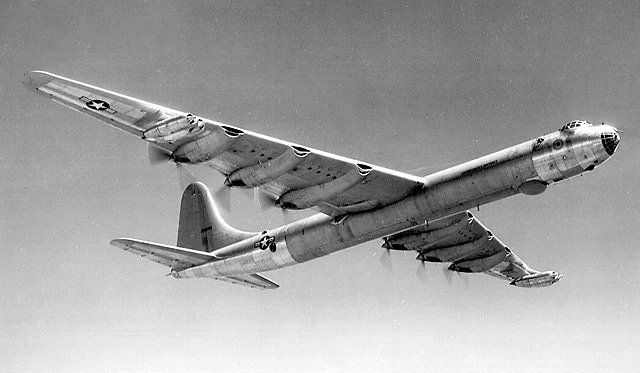
Som chef för Sundstrand Aviation Division svarade Gunnar Wallmark för konstruktionen av många delkomponenter till flygplan inom USA:s flygvapen, bland annat till bombflygplanet Convair B36, för drivningen växelströmsgeneratorerna.

### Fotnoter
1. ↑  Oskarshamns församlingsbok Riksarkivet
2. ↑  Minnesord Svenska Dagbladet 10 oktober 1992
3. ↑  Harold O, Wahlmark findagrave.com
4. ↑  Oscar L. Wahlmark findagrave.com
5. ↑  Patent som är tillgängliga via internet hos USPTO. Fler patent av Wahlmark kan finnas i USPTO:s arkiv som ännu inte lagts upp i digital form.
6. ↑  Sauer i Sauer-Sundstrand avser verkstadsföretaget Sauer Getriebe Gmbh, Tyskland.
7. ↑  I början av 2000-talet förvärvade Eaton hydraulikdelen i Vickers hydraulics, huvudkonkurrenten under många år till Sauer-Sundstrand i USA på hydraulik till flygplansindustrin inom både den civila och militära sektorn. Merparten av hydraulkomponenter och styrsystem för flygplansindustrin säljs inte inom den reguljära industrin och många delar tillverkas av flygplanstillverkarna själva.

### Webbkällor
- Sundstrand Machine Tool Co. U.S.A., företagshistoria 1910-1966 av Fred R. Swanson. (privat webbplats)
- Volvo historia, Volvo Aero, PDF 1,6 Mbyte.